# Plounévez-Lochrist
 Plounévez-Lochrist  (en bretón Gwinevez) es una población y comuna francesa, situada en la región de Bretaña, departamento de Finisterre, en el distrito de Morlaix y cantón de Plouescat.

## Demografía
| 3291 | 3056 | 2744 | 2580 | 2356 | 2278 |
| Para los censos de 1962 a 1999 la población legal corresponde a la población sin duplicidades (Fuente: INSEE [Consultar]) |      |      |      |      |      |